# Trichoderma crassum
Trichoderma crassum är en svampart som beskrevs av Bissett 1992. Trichoderma crassum ingår i släktet Trichoderma och familjen Hypocreaceae.   Inga underarter finns listade i Catalogue of Life.